# Enosi Panaspropyrgiakou Doxas
El Enosi Panaspropyrgiakou Doxas es un equipo de fútbol de Grecia que juega en la Liga de Ática Occidental, la quinta división de fútbol en el país.

## Historia
Fue fundado en el año 1995 en el poblado de Aspropyrgos de la capital Atenas luego de la fusión de los equipos Panaspropyrgiakos y el Enosis Aspropyrgos.
En 2009 juega por primera vez a nivel profesional cuando logra el ascenso a la Gamma Ethniki, mismo año en el que alcanza la final de la copa aficionada, la cual perdió ante el Volida Corfu.
En la temporada 2018/19 gana el grupo 8 de la Gamma Ethniki y logra por primera vez el ascenso a la Beta Ethniki.

## Palmarés
- Gamma Ethniki: 1

2018/19
- Delta Ethniki: 1

2008/09